# Jihomoravský oblastní přebor 1967/1968
V soubojích 8. ročníku Jihomoravského oblastního přeboru 1967/68 (jedna ze skupin 4. fotbalové ligy) se utkalo 14 týmů každý s každým dvoukolovým systémem podzim–jaro. Tento ročník začal v srpnu 1967 a skončil v červnu 1968.

## Nové týmy v sezoně 1967/68
- Z Divize D 1966/67 sestoupila do Jihomoravského oblastního přeboru mužstva TJ Gottwaldov Letná („B“) a Rudá hvězda Znojmo.
- Ze skupin I. A třídy Jihomoravské oblasti 1966/67 postoupila mužstva TJ Baník Zbýšov (vítěz skupiny A)[1] a TJ Jiskra Kyjov (vítěz skupiny B).[2][3]

## Konečná tabulka
Zdroj: 
| Poř. | Tým                           | Z  | V  | R | P  | VG | OG | B  |
| ---- | ----------------------------- | -- | -- | - | -- | -- | -- | -- |
| 1.   | Rudá hvězda Znojmo (S)        | 26 | 17 | 2 | 7  | 58 | 26 | 36 |
| 2.   | VTJ Dukla Kroměříž            | 26 | 15 | 4 | 7  | 47 | 31 | 34 |
| 3.   | TJ Baník Ratíškovice          | 26 | 13 | 6 | 7  | 50 | 30 | 32 |
| 4.   | TJ Sokol Šlapanice            | 26 | 14 | 4 | 8  | 51 | 42 | 32 |
| 5.   | TJ Gottwaldov Letná („B“) (S) | 26 | 14 | 3 | 9  | 57 | 42 | 31 |
| 6.   | VTJ Dukla Vyškov              | 26 | 13 | 3 | 10 | 39 | 34 | 29 |
| 7.   | TJ Tatran PKZ Poštorná        | 26 | 11 | 5 | 10 | 42 | 48 | 27 |
| 8.   | TJ Baník Zbýšov (N)           | 26 | 10 | 6 | 10 | 47 | 35 | 26 |
| 9.   | TJ Dolní Němčí                | 26 | 10 | 4 | 12 | 40 | 35 | 24 |
| 10.  | TJ Jiskra Kyjov (N)           | 26 | 8  | 8 | 10 | 32 | 37 | 24 |
| 11.  | TJ Spartak ČKD Blansko        | 26 | 9  | 5 | 12 | 35 | 43 | 23 |
| 12.  | TJ Slavoj Malenovice          | 26 | 9  | 3 | 14 | 38 | 50 | 21 |
| 13.  | TJ Spartak Líšeň              | 26 | 7  | 6 | 13 | 38 | 56 | 20 |
| 14.  | TJ Spartak TOS Kuřim          | 26 | 1  | 3 | 22 | 14 | 66 | 5  |

Poznámky:
- Z = Odehrané zápasy; V = Vítězství; R = Remízy; P = Prohry; VG = Vstřelené góly; OG = Obdržené góly; B = Body; (S) = Mužstvo sestoupivší z vyšší soutěže; (N) = Mužstvo postoupivší z nižší soutěže (nováček)

|  | Postup do Divize D 1968/69                               |
|  | Sestup do skupin I. A třídy Jihomoravské oblasti 1968/69 |